# Paradajzarica

Paradajzerica je podomačeno ime italijanskih ofenzivnih ročnih bomb značilne rdeče-oranžne barve, ki so bile v Italijansko vojsko uvedene leta 1935. Zaradi dveh varoval, ki se ob metu pogosto ne sprožijo so te granate po več letih lahko še vedno zelo nevarne.
V Kraljevi italijanski vojski so leta 1935 uvedli tri tipe ofenzivnih ročnih bomb; SRCM Mod. 35, Breda Mod. 35 in OTO Mod. 35. Imenujejo se po tovarnah, kjer so jih razvili in izdelovali (SRCM - Società Romana Costruzioni Meccaniche; OTO - Odero-Terni-Orlando; Breda).
Te ročne bombe so se uporabljale širom ozemlja, ki ga je med drugo svetovno vojno okupirala Fašistična Italija, uporabljali so jih tudi partizani. Po vojni je na Slovenskem, predvsem na območjih, kjer so potekale bitke ostalo kar nekaj teh bomb in nanje lahko naletimo še danes.

## Tehnični podatki
| Naziv         | Višina [mm] | Premer [mm] | Masa [g] | Masa in vrsta polnila                   | Učinkovitost [m] | Vir podatkov |
| ------------- | ----------- | ----------- | -------- | --------------------------------------- | ---------------- | ------------ |
| OTO Mod. 35   | 75          | 50          | 150      | 36 g TNTja                              | 10               | [ 3 ]        |
| SRCM Mod. 35  | 80          | 64          | 195      | 46 g mešanice TNTja in binitronaftalina | 10-15            | [ 4 ]        |
| Breda Mod. 35 | 96          | 58          | 200      | 63 g mešanice TNTja in binitronaftalina | 10-15            | [ 5 ]        |